# Sparkling cocktail
Gli sparkling cocktail sono cocktail che hanno come componente principale vini frizzanti come il prosecco, lo spumante o lo champagne.
Il termine sparkling infatti in inglese significa effervescente, gassato. Sono cocktail mediamente alcolici.

## Ricette
Esistono diversi tipi di sparkling cocktail, e possono essere considerati tale tutti quei drink che contengono vino frizzante.
Le ricette più famose e codificate dall'IBA sono:
- Bellini[2]:
  - 100 ml di Prosecco;
  - 50 ml di purea di pesca fresca

Del Bellini vanno inoltre ricordate alcune varianti come il Puccini (con succo di mandarino fresco), il Rossini (con polpa di fragole fresche) e il Tintoretto (con succo di melagrana fresco).
- Mimosa[3]:
  - 6 cl champagne
  - 4 cl succo di arancia fresca

Va fatto notare come la ricetta del "Mimosa" sia la stessa del Buck's Fizz.
- Spritz Veneziano[4]:
  - 6 cl Prosecco
  - 4 cl Aperol
  - Uno spruzzo di soda
- Champagne cocktail[5]:
  - 9 cl Champagne
  - 1 cl Cognac
  - 2 dash Angostura bitter
  - Una zolletta di zucchero